# Окуніно
Окуніно (пол. Okunino, нім. Wocknin) — село в Польщі, у гміні Мястко Битівського повіту Поморського воєводства.
Населення — 80 осіб (2011).
У 1975-1998 роках село належало до Слупського воєводства.

## Демографія
Демографічна структура станом на 31 березня 2011 року:
|          | Загалом | Допрацездатний вік | Працездатний вік | Постпрацездатний вік |
| -------- | ------- | ------------------ | ---------------- | -------------------- |
| Чоловіки | 36      | 12                 | 22               | 2                    |
| Жінки    | 44      | 18                 | 23               | 3                    |
| Разом    | 80      | 30                 | 45               | 5                    |